# Rectoria de Sant Cebrià (Sant Cugat del Vallès)
La Rectoria de Sant Cebrià és una obra de Sant Cugat del Vallès (Vallès Occidental) protegida com a Bé Cultural d'Interès Local.

## Descripció
Es tracta d'una masia tradicional amb teulada a doble vessant i planta basilical. Té les portes i finestres vorejades amb brancals i llindes de pedra.
En aquest edifici es va instal·lar la rectoria adossada a l'església parroquial d'origen romànic i ha estat molt transformada al llarg del temps. Cal destacar les pintures murals de l'interior.

## Història
L'any 1273 el prior del monestir de Sant Cugat establí una peça de terra per a construir la rectoria de l'oratori de Sant Vicenç, cedit l'any 1130 al bisbe de Barcelona. Al segle XVI els parroquians de Sant Cebrià van decidir construir una nova sagristia. Aquest mateix segle es va construir aquesta mateixa casa rectoral. L'any 1591, el visitador del bisbe de Barcelona troba que el rector anterior "...ha gastat molts diners en fer aposentos y molt grans y bons y principalment una bella sala..."
A mitjan segle xviii la rectoria va ser saquejada i es va perdre molta documentació que s'hi conservava. Els últims temps es va dedicar part de l'edifici a encabir el museu parroquial de Valldoreix.